# Petuixkí
Petuixkí (en rus Петушки) és una ciutat de l'óblast de Vladímir, Rússia. Es troba a la vora esquerra del riu Kliazma], a 67 km a l'oest de Vladímir i a 120 km a l'est de Moscou. El 2010 tenia 14.523 habitants.

## Història

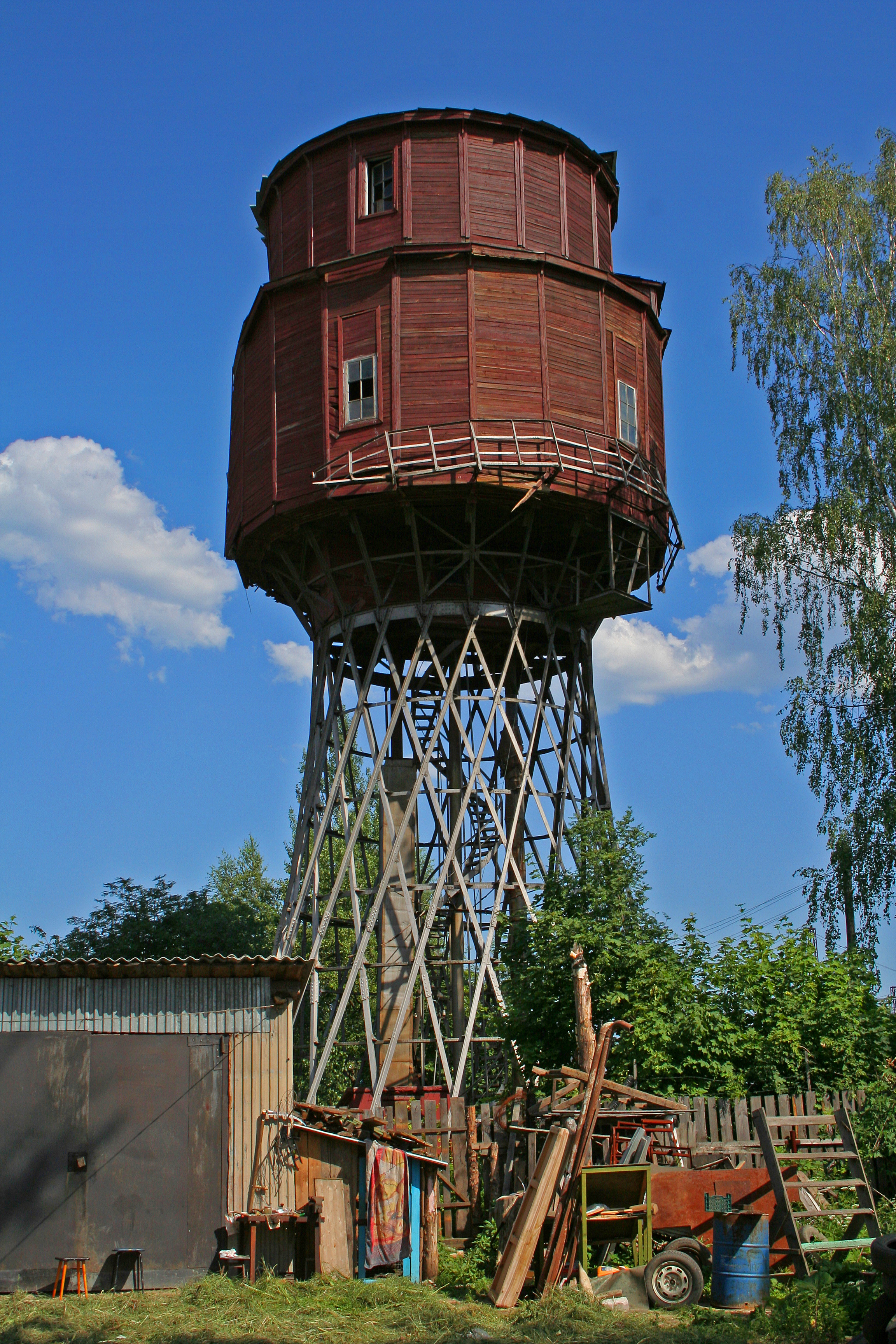
Dipòsit d'aigua hiperboloide dissenyat per Vladímir Xúkhov.

La ciutat es crea el 1678 com a Stàrie Petuixkí, prop d'on va construir-se l'estació de tren entre la línia Moscou-Vladímir el 1861. El nom de la ciutat correspon al plural de gall en rus. El 1926 va rebre el grau d'assentament de tipus urbà i el 1929 va esdevenir centre administratiu de la regió homònima. Fins a l'11 de novembre de 1965 la ciutat s'anomenava Nóvie Petuixkí, i a partir d'aleshores va rebre l'estatus de ciutat i el seu nom actual.

## Demografia
| 1959   | 1970   | 1979   | 1989   | 1996   | 2002   | 2008   |
| ------ | ------ | ------ | ------ | ------ | ------ | ------ |
| 11 500 | 12 900 | 17 600 | 20 144 | 19 300 | 16 482 | 14 862 |

## Cultura i llocs d'interès

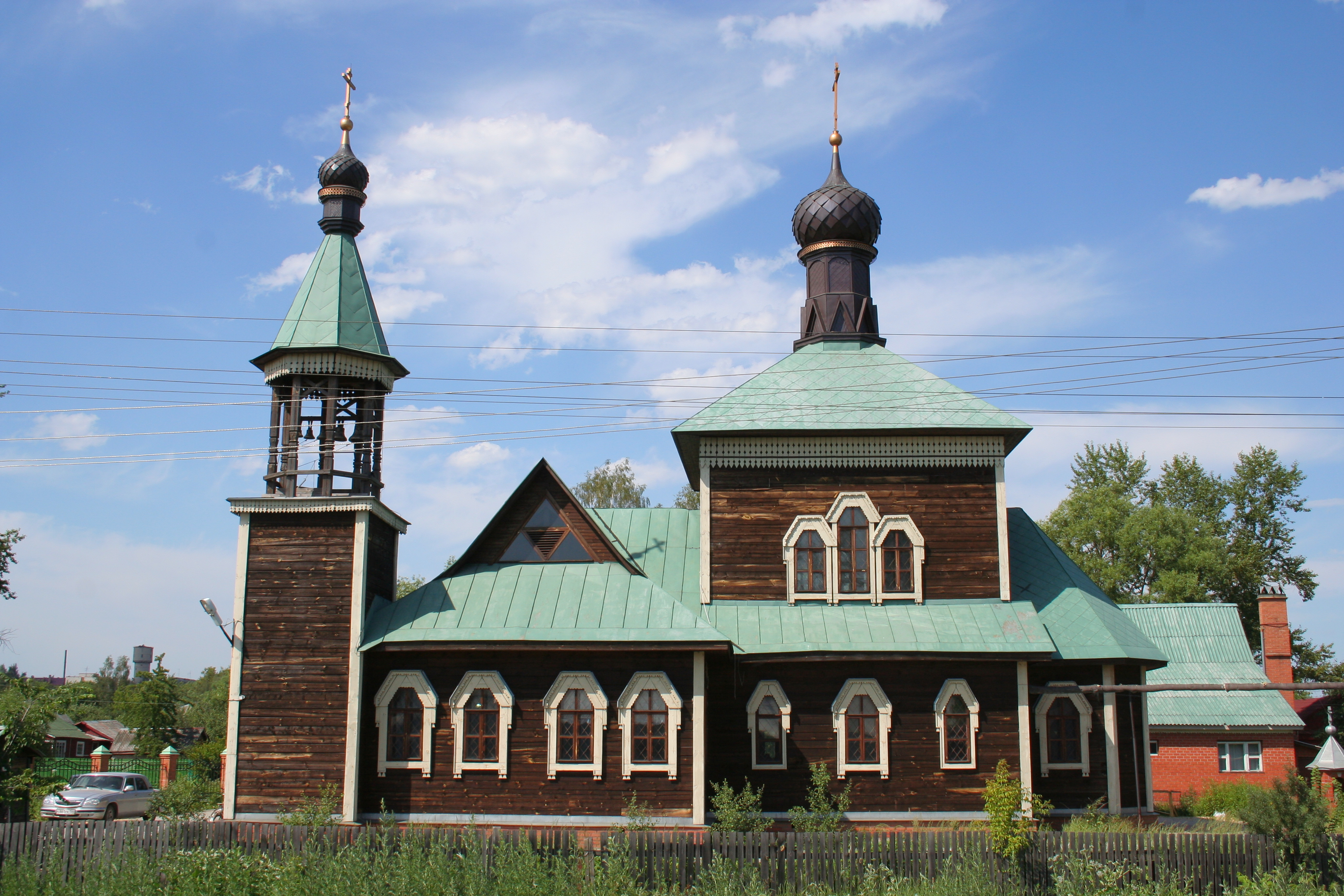
Església del bisbe Afanassi de Kovrov.

A Petuixkí es troba l'església de l'Ascensió de la Mare de Déu del 1910, d'estil modernista. També cal destacar la torre d'aigua de l'estació de tren, que és una de les vuit construccions hiperboloides de Vladímir Xúkhov que es conserven avui dia a Rússia.
La ciutat té des del 1997 un museu local i un museu dels galls dedicat sobretot a les representacions artístiques de galls en la pintura i en l'art folklòric.
El 2000 es va començar la construcció de l'església de fusta en homenatge al bisbe Afanassi de Kovrov, que va viure els seus últims anys de vida a Petuixkí. El temple va ser consagrat finalment el 26 d'octubre del 2002.
Prop de Petuixkí es troben les antigues hisendes de la família noble Voronzov-Daixkov, del segle xviii i del terratinent Karpova, del xix.
Petuixkí va guanyar fama quan va aparèixer el 1970 el samizdat de Venedikt Ieroféiev El viatge a Petuixkí que parla del viatge d'un bebedor amb una eletritxka de Moscou a Petuixkí, mostrant la realitat soviètica amb un humor sarcàstic, on Petuixkí simbolitza una jerarquia provincial perduda.

## Economia i transport

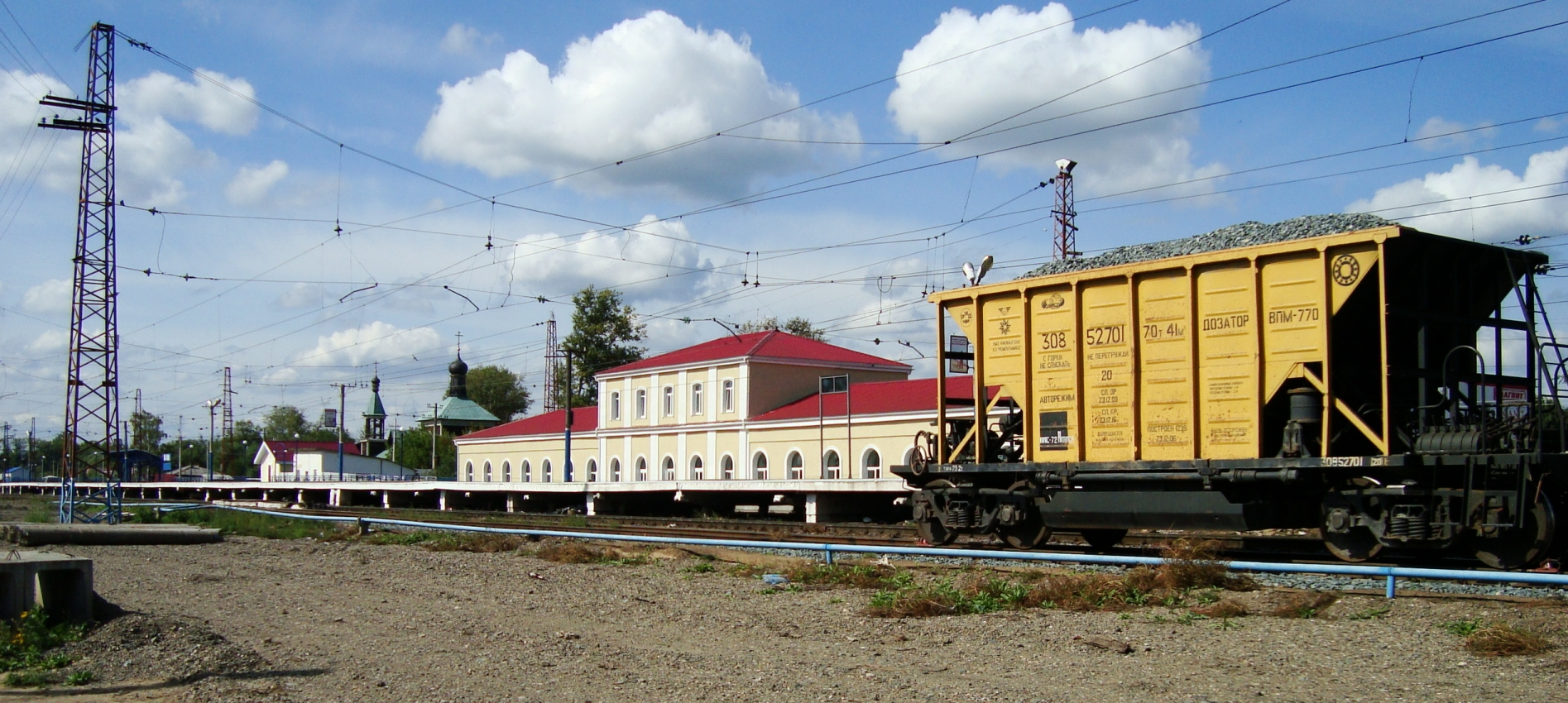
Estació de tren de Petuixkí.

A Petuixkí hi ha una fàbrica electrònica i una de tèxtil, a més de companyies dedicades al processament de la fusta i a la indústria alimentària (com una fàbrica de xocolata).
La ciutat es troba en la línia de ferrocarril Moscou-Nijni Nóvgorod (al kilòmetre 126) per la qual passa una gran part dels trens del Transsiberià a l'oest de Moscou. Petuixkí també és la terminal de la majoria dels trens suburbans que van de Moscou a Vladímir.